# Фатхи Камиль
Фатхи Камиль (араб. فتحي كميل مطر مرزوق‎; род. 23 мая 1955) — кувейтский футболист, нападающий. Играл за сборную Кувейта.
Помог своей национальной команде попасть на чемпионат мира 1982 года, отличившись голом в матче квалификации с Новой Зеландией. В её составе участвовал в кубках Азии в 1976 году (стал лучшим бомбардиром турнира) и победном 1980 году, а также на Олимпиаде в Москве.

## Достижения
- Обладатель кубка Азии: 1980;
- Финалист кубка Азии: 1976.